# Estadi 28 de Març
L'Estadi 28 de Març (àrab: ملعب 28 مارس, Malʿab 28 Mārs) és un estadi esportiu de la ciutat de Bengasi, a Líbia. És utilitzat per la pràctica del futbol i l'atletisme.
Té una capacitat per a 65.000 espectadors. Va ser seu de la Copa d'Àfrica de Nacions 1982.
L'any 2013 fou tancant i demolit per a ser reconstruït. Era previst que les obres finalitzessin el 2017 per la Copa d'Àfrica de Nacions, però la competició finalment canvià de seu.
Mentre l'estadi és en construcció els clubs de la ciutat juguen a l'Estadi Màrtirs de Febrer.

## Referències

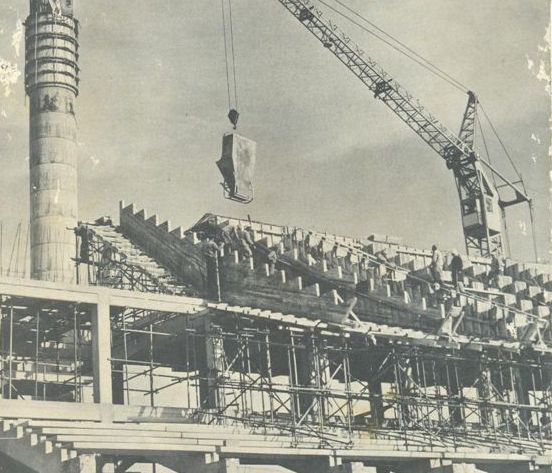
Treballs de construcció de l'estadi el 1967.